# Бенефіс
Бенефі́с (від фр. bénéfice — «зиск, користь») — театральна вистава або концерт, влаштований на честь одного з виступаючих акторів, дохід з якого повністю (повний бенефіс) або частково (напівбенефіс) призначався для одного або кількох з них (акторів-«бенефіціантів»), за винятком витрат на виставу. Перший бенефіс відбувся 1735 у Франції, а невдовзі поширився повсюди. Спочатку бенефіс був одним із видів одноразової матеріальної допомоги актору, а згодом став неофіційною надбавкою до платні.
У Російській імперії бенефіси увійшли в практику 1783 (до 1809 надавалися також драматургам і композиторам). У 1908 в Імператорських театрах бенефіси ліквідували. Традиційне право бенефіціанта вибирати п'єсу для бенефісу іноді прокладало шлях до сцени видатним творам драматургії. Але найчастіше п'єси для бенефісу вибирали, розраховуючи передусім на касовий успіх.
У СРСР форму бенефісу, що передбачає матеріальну винагороду, скасовано 1925 постановою V Всесоюзного з'їзду профспілок працівників мистецтв. Мав характер творчого звіту видатного актора, з нагоди ювілею якого влаштовуються урочисті вистави.